# Padichah
Pour l'Empereur Padishah dans le cycle de Dune, voir l'article Empereurs Padishah de Dune.
Pādichāh, également écrit pādishāh, pādischāh, pādshāh ou encore bādshāh (persan : پادشاه ; turc : padişah), est un titre de noblesse monarchique de langue persane, composé de pād (maître) et chah (roi). Le terme signifie donc littéralement « maître des rois ».
Il s'agit probablement d'une continuation de la titulature royale achéménide, qui désignait le souverain comme le « grand roi ». Dans l'usage, il est l'équivalent du titre romain d'empereur, comme le persan chahanchah (« roi des rois ») ou l'indien maharaja (« grand roi ») : il met son titulaire au-dessus des simples rois ; c'est aussi une des qualifications du Dieu Ahura Mazda. 

## Emplois historiques
Ahura Mazda le Très-Sage, dieu suprême de la religion zoroastrienne est appelé, notamment dans la Litanie du Soleil, pādishāh bar hamā pādishāhã, ce qui signifie « roi régnant sur tous les rois ». Il est le premier à devoir être appelé ainsi, et certains zoroastriens considèrent sacrilège pour un homme, un seigneur, de se qualifier de « pādishah ».
Le titre a été adopté par les souverains de trois grands empires musulmans : le chah d'Iran, le sultan ottoman et, pendant un siècle et demi, le Grand Moghol de Delhi. D'autres souverains, comme Ahmad Shâh Durrani et son fils Timour Shâh Durrani en Afghanistan, ou le dernier bey de Tunis dans les années 1950, tentèrent d'employer ce titre mais sans que l'usage ne s'installe dans la durée.
De fait, ce titre a connu son plus parfait usage avec l'Empire ottoman. Les souverains turcs, en effet, étaient à la fois califes (chef spirituels) et sultans (chefs temporels), ce qui donnait à leur pouvoir un caractère d'universalité équivalent à celui qu'on trouvait dans celui d'Empereur. C'est pourquoi l'Empereur romain germanique, comme celui de Russie, insistaient pour que leurs titres fussent traduits par celui de padichah dans les versions turques des traités. 
Le titre turc de pasha en est une déformation atténuée.

## Dans la fiction
Dans la série de romans du cycle de Dune de l'écrivain Frank Herbert, l'empereur Padishah — aussi connu sous le nom d'« Empereur de l'univers connu » ou « Empereur d'un million de mondes » — est le souverain suprême de l'humanité, dont le pouvoir est contrebalancé par la Guilde spatiale, la CHOM, le Bene Gesserit et les Grandes Maisons du Landsraad.